# Ушаново
Ушаново (каз. Ушаново) — село в Глубоковском районе Восточно-Казахстанской области Казахстана. Административный центр Ушановского сельского округа. Код КАТО — 634065100.

## Население
В 1999 году население села составляло 1255 человек (622 мужчины и 633 женщины). По данным переписи 2009 года в селе проживало 1525 человек (760 мужчин и 765 женщин).